# Saint-Agnan, Aisne
Saint-Agnan är en kommun i departementet Aisne i regionen Hauts-de-France i norra Frankrike. Kommunen ligger  i kantonen Condé-en-Brie som ligger i arrondissementet Château-Thierry. År 2018 hade Saint-Agnan 104 invånare.

## Befolkningsutveckling
Antalet invånare i kommunen Saint-Agnan
Referens: INSEE